# Georgios Papadopoulos (diplomático)
Georgios Papadopoulos (diplomático) (Atenas, 1954) es un diplomático griego y embajador de Grecia ante la Santa Sede, desde 2012.
Graduado en Leyes por la Universidad de Atenas en 1977, entró en el servicio diplomático en 1980, desempeñando luego los siguientes encargos: Empleado en la Oficina del Secretario General en el Ministerio de Asuntos Exteriores (1980-1981); Jefe de Oficina del Director General para Asuntos económicos internacionales en el Ministerio de Asuntos Exteriores (1981-1982); Secretario de Embajada en el Departamento para las Comunidades Europeas en el Ministerio de Asuntos Exteriores (1983-1984); Cónsul en Múnich de Baviera (1984-1986); Secretario de Embajada en Londres (1986-1990); Subjefe de Misión en Buenos Aires (1990-1992); Consejero de Embajada en el Departamento OTAN y Seguridad Internacional en el Ministerio de Asuntos Exteriores (1993-1994); Jefe de la Sección para América Latina en el Ministerio de Asuntos Exteriores (1994-1995); Subjefe de Misión de la Embajada en Damasco (1995-1997); Subdirector del Departamento para las relaciones económicas con los países del Mediterráneo (1997-1999) y luego Subdirector del Departamento para las Organizaciones económicas internacionales (1999-2002) en el Ministerio de Asuntos Exteriores; Embajador en Riad (2002-2005); Jefe del Departamento para Chipre en el Ministerio de Asuntos Exteriores (2005-2007); Embajador en Bruselas (2007-2010); Jefe del Departamento Asia-Oceanía en el Ministerio de Asuntos Exteriores (2010-2012).
Además del griego, habla el inglés, el francés y el español, y conoce el alemán.
Presentó sus Cartas Credenciales al Papa Benedicto XVI el 7 de diciembre de 2012. 